# Blepharella hova
Blepharella hova är en tvåvingeart som beskrevs av Louis-Paul Mesnil 1952. Blepharella hova ingår i släktet Blepharella och familjen parasitflugor. Inga underarter finns listade i Catalogue of Life.